# Shoshana Damari

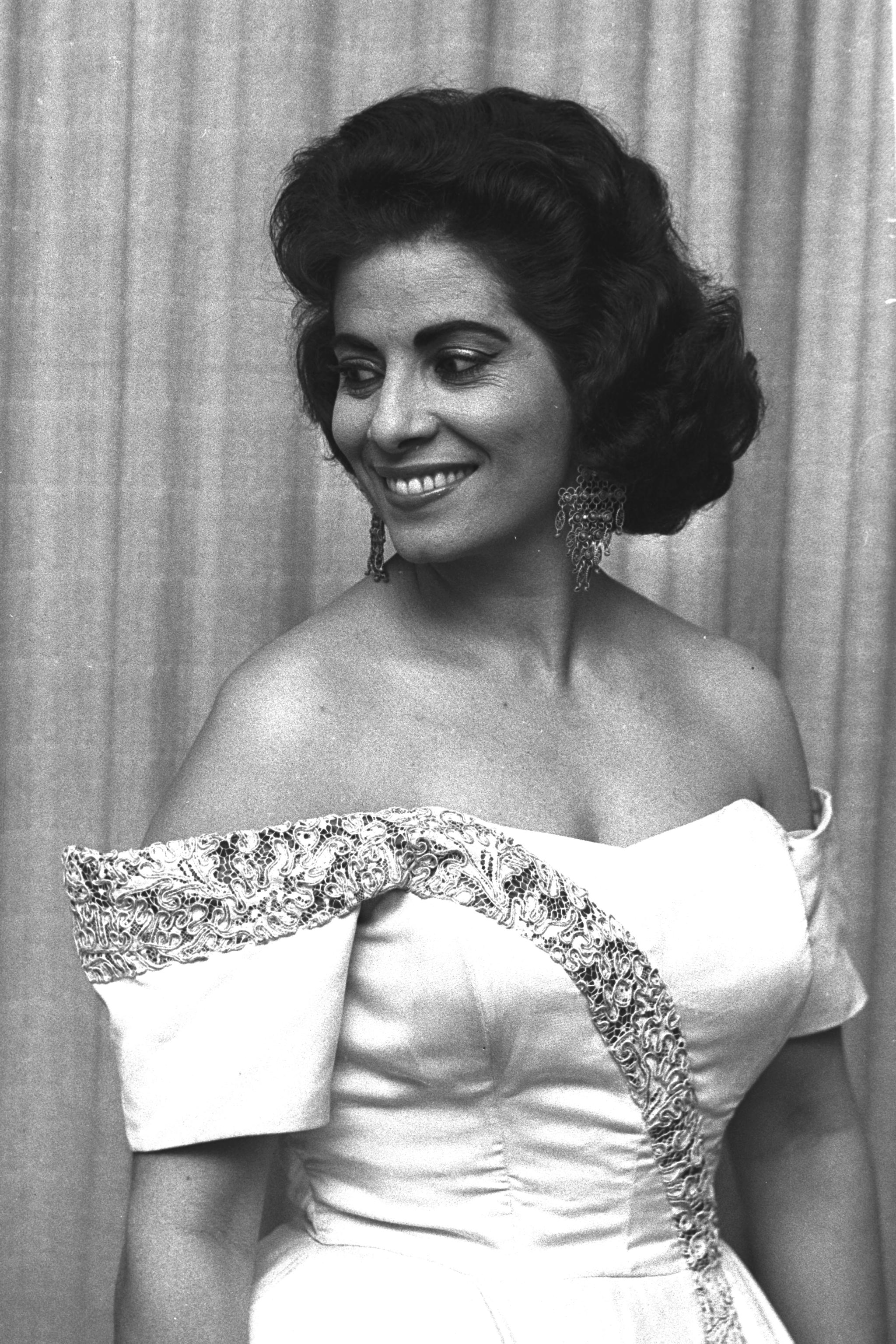
Shoshana Damari, 1961

Shoshana Damari (hebräisch שושנה דמארי; geboren 31. März 1923 in Dhamar, Jemen; gestorben 14. Februar 2006 in Tel Aviv, Israel) war eine israelische Sängerin, die als „Königin des hebräischen Liedes“ bezeichnet wurde. Im Jahr 1988 wurde ihr der Israel-Preis verliehen.

## Leben

### Kindheit und Jugend
Shoshana Damari wurde 1923 in der jemenitischen Stadt Dhamar als jüngste Tochter einer Familie mit fünf Kindern geboren. Nach judenfeindlichen Ausschreitungen zog die Familie 1924 zu Fuß in die Hafenstadt Aden. Von dort reiste sie mit einem Schiff nach Palästina und ließ sich 1925 in Rischon le-Zion nieder, wo Damaris Vater Lehrer an einer Talmudschule wurde.
Als Kind spielte Shoshana Damari Trommel und sang zur Begleitung ihrer Mutter, die als Sängerin bei Zusammenkünften der jemenitischen Gemeinde auftrat und unter anderem Totenklagen vortrug. Auf Empfehlung ihres Bruders, Sa‘adia Damari, selbst Schauspieler und Sänger, schloss sich Shoshana als 13-Jährige einer orientalischen Theatertruppe an. 1938 hatte sie ihren ersten Soloauftritt im palästinensischen Rundfunk mit Liedern des jemenitischen Dichters Shalom Shabazi (1619–1720), begleitet von Oud und Trommeln. Ihr erstes Konzert gab sie im Jahr 1939, dabei wurde sie von dem Konzertpianisten und Komponisten Nachum Bardi (1901–1977) begleitet. 1940 heiratete sie Shlomo Bosmi, der bis zu seinem Tod im Jahr 1988 auch ihr Manager war.

### Karriere
Im Jahr 1943 wurde Damari Mitglied des Kleinkunsttheaters Li-La-Lo (hebr. „Für mich-für sie-für ihn“), das zahlreiche Melodien des Komponisten Mosche Wilenski nach Texten des Dichters Nathan Alterman aufführte, darunter Kalanijot (כלניות „Anemonen“), das zu Damaris Erkennungszeichen wurde. Kurz nach Ausrufung der israelischen Unabhängigkeit reiste Damari mit Wilenski nach Britisch-Zypern, wo sie das Publikum in den britischen Internierungslagern mit dem hebräischen Lied Ha-bajta („Nach Hause“) und dem jiddischen Lied Roshinkes mit Mandlen („Rosinen mit Mandeln“) von Abraham Goldfaden zu Tränen rührte.
Mit ihrer kraftvollen Altstimme, ihrer kehligen jemenitischen Aussprache und ihrem dramatischen Auftreten wurde sie seit den ersten Jahren des Staates Israel zu einer Ikone des volkstümlichen israelischen Liedes.
Neben dem Gesang trat Damari auch in Kinofilmen auf, so in Höhe 24 antwortet nicht (1955), einem Politfilm von Thorold Dickinson, der im Palästinakrieg 1948 spielt. Be-ein moledet („In der Nicht-Heimat“, 1959), der erste israelische Farbfilm, erzählt die Auswanderung ihrer Familie aus dem Jemen.
Nach zahlreichen Aufnahmen in den 1950er Jahren im israelischen Rundfunk und Auftritten vor Soldaten der israelischen Armee steigerte sich Damaris Berühmtheit in den folgenden zwei Jahrzehnten durch Tourneen durch Frankreich, England, Skandinavien, Südamerika und Japan. In den 1980er Jahren erlebte sie ein Comeback mit dem Musiker und Sänger Boaz Sharabi. 1988 wurde sie mit dem Israel-Preis für israelische Musik ausgezeichnet. Ihre letzten Aufnahmen, zwei Lieder auf Idan Raichels Album Mi-ma‘amakim („Aus den Tiefen“), entstanden im Jahr 2005.
Shoshana Damari starb am 14. Februar 2006 in Tel Aviv infolge einer Lungenentzündung. Tausende wohnten ihrer Beisetzung bei, viele der Trauernden hielten Anemonen in den Händen. Damari liegt auf dem Trumpeldor-Friedhof in Tel Aviv begraben.

## Diskografie

### Singles (Auswahl)
- 1987: לשיר איתך (mit Boaz Sharabi)
- 1988: אור
- כלניות